# Alexander Kielland
Alexander Lange Kielland (18. února 1849 Stavanger, Norsko – 6. dubna 1906 Bergen, Norsko) byl norský spisovatel, jeden z nejvýznamnějších představitelů norského literárního realismu 19. století. Společně s Henrikem Ibsenem, Bjørnstjernem Bjørnsonem a Jonasem Liem patří k tzv. „Velké čtyřce“ norských spisovatelů.

## Život
Narodil se v bohaté kupecké rodině konzula Jense Zetlitze Kiellanda (1814–1881) a Christiane Langeové (1820–1862). Měl sedm sourozenců: Jacoba (1841–1915), Christinu (1843–1914), Axela (1850–1851), Axelianu Zetlitz (1852–1913), Tycha (1854–1904), Dagmaru (1855–1931) a Jeanse (1862–1862). Oženil se18. 9. 1872 s Beate Ramsland (1850–1923) se kterou měl čtyři děti: Jense (1873–1926), Alexandra (1874–1938), Beatu Krag (1876–1950) a Elsu Müller (1882–1952). S partnerkou Berthou Aarre (1847–1903) měl dvě děti: Bernharda Kielland-Aarra (1871–1937) a Sinu Skadsem K.-A. (1887).
Navzdory tomu, že se narodil jako bohatý, měl náklonnost k méně šťastným, a když byl majitelem továrny, zacházel se svými dělníky dobře. Zůstal mluvčím slabých a kritikem společnosti po celou dobu svého působení spisovatele. Jeho nejznámějšími hrami byly satirické komedie Tre Par (1886) a Professoren (1888). Známý byl také svými povídkami.  
Mezi jeho nejznámější díla patřily romány Gift (1883), Skipper Worse (1882) a Garman & Worse (1880). Gift  byl první z trilogie zahrnující Fortunu (1884) a St. Hans Fest (1887). V této trilogii Kielland satirizoval pokrytectví norského duchovenstva. V Gift Kielland debatoval o preferenci latiny, kterou měli norští učitelé v té době. Příběh představoval mladého chlapce jménem Marius, který ležel na smrtelné posteli a opakoval si latinskou gramatiku. 
Od roku 1889 do roku 1890 Kielland pracoval jako novinář pro noviny Stavanger Avis. Kielland prakticky přestal psát beletrii v roce 1891 a publikoval pouze příběhy, které byly publikovány dříve. V roce 1891 byl jmenován starostou svého rodného města Stavangeru až do roku 1902, kdy se přestěhoval do Molde jako krajský guvernér země Møre og Romsdal. 
Diskutovalo se o tom, proč Kielland ukončil svou kariéru spisovatele tak brzy. Někteří se domnívali, že byl natolik realistou, že se nedokázal vypořádat s novoromantickými tendencemi norské literatury na konci 19. století. Pravděpodobnějším důvodem bylo, že se rozhodl soustředit na svou politickou kariéru.
Biografie Alexandra L. Kiellanda od Tor Obrestada zahrnovala myšlenky o Kiellandovi, který umíral na obezitu. Již od poloviny 80. let 19. století trpěl Kielland dušností. Měl několik infarktů, neustále přibíral na váze a nedokázal ovládnout svou velkou vášeň k jídlu. 

## Dílo

### Novely
- Novelletter, 1879
- Nye Novelletter, 1880
- To Novelletter fra Danmark, 1882

### Romány
- Garman & Worse, 1880
- Arbeidsfolk, 1881
- Else, 1881
- Skipper Worse, 1882
- Gift, 1883
- Fortuna, 1884
- Sne, 1886
- Sankt Hans Fest, 1887
- Jacob, 1891

### Divadelní hry
- Paa Hjemvejen, 1878
- Hans Majestæts Foged, 1880
- Det hele er Ingenting, 1880
- Tre par, 1886
- Bettys Formynder, 1887
- Professoren, 1888

### Eseje
- Forsvarssagen, 1890
- Mennesker og Dyr, 1891
- Omkring Napoleon, 1905

### V češtině
- Garman a Worse: román – přeložil Václav Petrů. Praha: Jan Otto, 1884[1]
- Jed: román – př. Hugo Kosterka. Praha: Časopis českého studentstva, 1891
- Fortuna: román – př. H. Kosterka. Praha: Časopis č. studentstva, 1892[2]
- Na pastorském dvorci a jiné novely – př. Josef Václav Sládek. Praha: František Šimáček, 1896[3]
- Novelety – př. Hanuš Hackeschmied. Praha: Jan Otto, 1901
- Elsa: vánoční povídka – př. Hanuš Hackenschmied. Praha: Jan Otto, 1902
- Dobré svědomí – ze sbírky Novellet př. Gustav Pallas; in: 1000 nejkrásnějších novel.... č. 12. Praha: J. R. Vilímek, 1911
- Pan: ze zápisků poručíka Tomáše Glahna – Knut Hamsun; př. Gustav Pallas; [obsahuje přívazek: Elsa: vánoční povídka – A. L. Kielland; př. H. Hackenschmied. Praha: J. Otto, 1925
- Jakub – př. a předmluvu napsal Jan Rak. Praha: Svoboda, 1951